# 牧寿雄
牧 寿雄（まき ひさお、生没年不詳）とは日本の大正時代から昭和時代にかけての美術家である。

## 来歴
関西を中心にマヴォイストとして活動している。1924年にMAVOの作家となった。1925年、萩原恭次郎の詩集『死刑宣告』の装丁、誌面をMAVO同人であった村山知義、柳瀬正夢らとともにリノカット版画を用いて参加した。また、服飾図案の革新を図って1927年にマリヤ画房から『マヴォ染織図案集』を、同年11月に内田美術書肆から『新希臘派模様』（町田市立国際版画美術館所蔵）という木版による図案集を刊行している。